# 클레어몬트 맥케나 칼리지
클레어몬트 맥케나 칼리지(영어: Claremont McKenna College)는 미국 캘리포니아주 로스앤젤레스군 클레어몬트에 있는 사립 리버럴 아츠 칼리지다. 클레어몬트 칼리지 소속으로, 경제학과 금융학, 국제관계론, 정책학을 특성화한 과정을 제공한다. 캘리포니아주의 다른 대학들과 달리 정치적으로 보수 성향이다.
1946년에 남자대학으로 시작했으며 1976년부터 혼성교육을 시작했다. 학부를 중심으로 운영하지만 2007년에 경제학과 금융학연구에 중점을 둔 로버트 데이 경제금융학부를 설치했다.

## 역사
클레어몬트 맥케나 칼리지는 1946년에 학생들이 정치와 경제, 국제관계 분야에서 지도력을 발휘할 수 있도록 육성하고자 세워졌으며 당시 이름은 클레어몬트 남자대학으로 학생 86명과 교원 7명이 있었다. 당시 신입생의 대다수는 군인 재정착법의 지원을 받은 제2차 세계 대전 참전자들이었다. 클레어몬트 남자대학은 포모나 칼리지와 스크립스 칼리지에 이은 세 번째 클레어몬트 칼리지였다.
1970년대에 클레어몬트 남자대학은 여성을 받아들일지 말지에 관한 논쟁을 맞닥뜨렸다. 1975년에 클레어몬트 남자대학 이사회는 여학생을 받아들이기로 결정했고, 이듬해에 첫 여성 신입생들이 입학했다. 초창기의 여학생들은 선구자들(Pioneers)이라고 불리었고, 여전히 클레어몬트 남자대학 명의의 학위를 받았다. 클레어몬트 남자대학은 1981년에 초창기 이사였던 도널드 맥케나를 기리고자 이름을 오늘날의 클레어몬트 맥케나 칼리지로 바꾸었다.

## 교육
학생들은 1학년 때 인문학 강습과 글짓기 강습을 들어야 하고, 세 학기동안 외국어 수업을 들어야 하며, 수학 또는 컴퓨터 과학 수업, 과학 실험 수업을 들어야 하고, 세 학기동안 체육 수업을 듣거나 운동부에서 두 시즌을 보내야 한다. 또한 학생들은 전공 이외에 적어도 인문학 (외국 문학, 영미 문학, 종교학, 철학) 수업 두 개와 사회과학(경제학, 정치학, 역사학, 심리학) 수업 세 개를 들어야 한다. 기존 리버럴 아츠 전공들 이외에도 로버트 데이 경제금융학부에서 금융학 학사와 함께 석사를 취득할 수 있고 옥스퍼드 대학교 형식의 철학, 정치학, 경제학 (PPE) 연계 과정을 전공할수도 있다. 학생과 교원 비율은 8:1이며 특정 과목에 20명이 넘는 학생들이 몰릴 경우 다른 수업을 편성해 학생들을 분산시킨다.
클레어몬트 맥케나 칼리지의 학생들은 컬럼비아 법학대학원과의 공동 법무박사 학위 과정을 거쳐서 6년 안에 학사 학위와 법무박사 학위를 받을 수 있다. 학생들은 또한 하비 머드 칼리지에서 과학과 공학 전공 수업을 들을 수 있으며, 경제학을 3년간 공부하고 나머지 2년을 컬럼비아 대학교, 다트머스 대학교, 워싱턴 대학교 세인트루이스, 스탠퍼드 대학교, 하비 머드 칼리지에서 공부하며 경제학 학사 학위와 과학 및 공학 학사 학위를 받을 수 있다.
클레어몬트 맥케나 칼리지의 학생들은 학교에서 지원하는 계획에 따라 워싱턴 D.C.나 실리콘밸리에서 한 학기동안 지내면서 사업체나 정부 기관에서 인턴으로 일하고 수업을 병행할 수 있다. 또한 학생들은 교내 모의 유엔 단체에 가입해 대학생 모의 유엔에 참여할 수 있는데, 2020년에 클레어몬트 맥케나 칼리지의 모의 유엔 단체가 북아메리카 대학 모의 유엔 대회들에서 여러 번 상을 받아 북아메리카 대학들 가운데에서 5위, 리버럴 아츠 칼리지들 가운데에서 1위에 올랐다.

### 순위
클레어몬트 맥케나 칼리지는 《U.S. 뉴스 & 월드 리포트》의 2020년 미국 리버럴 아츠 칼리지 순위에서 미국 해군사관학교와 함께 6위를 기록했고, 《포브스》가 발표한 2017년 미국 대학 순위에서 아이비리그 대학들을 제치고 11위를 기록했다.

### 입학
2020년에 《U.S. 뉴스 & 월드 리포트》는 클레어몬트 맥케나 칼리지의 입학 절차를 '매우 선별적'이라고 평가했다. 2019년 가을 학기에 입학한 신입생(Class of 2023)의 경우 6,066명의 지원자들 가운데 625명이 합격해 10.3%의 합격률을 보였다.
| 구분       | 2019년    | 2018년    | 2017년    | 2016년    |
| ---------- | --------- | --------- | --------- | --------- |
| 지원자수   | 6,066     | 6,272     | 6,349     | 6,342     |
| 합격자수   | 625       | 584       | 658       | 599       |
| 합격률     | 10.3%     | 9.3%      | 10.4%     | 9.4%      |
| 입학자수   | 328       | 325       | 352       | 321       |
| SAT 성적대 | 1380~1490 | 1350~1500 | 1340~1510 | 1320~1490 |
| ACT 성적대 | 31~34     | 31~34     | 30~34     | 31~33     |

## 운동부
클레어몬트 맥케나 칼리지는 스크립스 칼리지, 하비 머드 칼리지와 함께 팀을 이루어 경기에 나선다. 전미 대학 체육 협회 디비전 III에서 활약하며 남자부는 스택(Stag), 여자부는 아테나스(Athenas)로 부른다. 남자부의 경우 골프와 농구, 미식축구, 수구, 수영, 야구, 육상 경기, 축구, 크로스컨트리, 테니스가 있고, 여자부의 경우 골프와 농구, 라크로스, 배구, 소프트볼, 수구, 수영, 육상 경기, 축구, 크로스컨트리, 테니스가 있다.

## 참고 문헌
- Starr, K. (1998). Commerce and Civilization: Claremont McKenna College, The First Fifty Years 1946-1996. President and Trustees of Claremont McKenna College.